# Epiconcana
Epiconcana là một chi bướm đêm thuộc họ Erebidae.